# 国立競技場駅
国立競技場駅（こくりつきょうぎじょうえき）は、東京都新宿区霞ヶ丘町にある東京都交通局（都営地下鉄）大江戸線の駅。駅番号はE 25。「東京体育館前」の副名称が設定されている。
当駅は新宿区と渋谷区の境界上に建設されているが、駅構内と出入口は東側が新宿区霞ヶ丘町、西側が渋谷区千駄ヶ谷一丁目にある。新宿区の鉄道駅では最も南にある。

## 歴史
- 2000年（平成12年）
  - 4月20日：大江戸線の新宿駅 - 当駅間の延伸により開業[2]。計画時の仮称は「国立競技場前」であったが、正式駅名では「前」を取り払った。
  - 12月12日：大江戸線全線開業で中間駅になる[2]。同時に当駅終着の電車はなくなる。
- 2002年（平成14年）11月2日：汐留駅開業に伴い同駅始発・終着の電車を新設。同時に当駅始発の電車はなくなる。
- 2007年（平成19年）3月18日：ICカード「PASMO」の利用が可能となる[4]。
- 2021年（令和3年）7月16日 - 9月30日：2020年東京オリンピック・パラリンピック開催に伴い、副名称「オリンピックスタジアム・東京体育館」および特別接近メロディ（『Make The Beat!』プロジェクトの「2020ビート」のアレンジ）を期間限定で使用[5]。

## 駅構造
島式ホーム1面2線を有する地下駅。壁面の一部には、中国・周王朝時代の金石文10文字がタイルによって表現されており、「投・打」「歩・走」「揚・泳」「跳・蹴」「射・飛」のペアになって装飾されている。
A1出口と改札口を連絡する通路や、コンコースとホームを連絡する階段には駅周辺の名所の写真パネルが設置されている。
A2出口と国立競技場方面改札口の間にあるコンコースは、近隣の国立競技場や明治神宮野球場などへの来場者の混雑緩和を図る目的で広く確保されている。コンコースの近くにある壁には、これらの施設から主要駅までの運賃を分かりやすくするため、路線別地下鉄運賃表が大きく掲示されている。なお、2020年東京オリンピック・パラリンピックを見据え、2018年から2020年にかけてホーム階 - 改札階・改札階 - 地上階のエレベーターを計2基増設する工事が実施された。

### のりば
| 番線 | 路線         | 行先               |
| ---- | ------------ | ------------------ |
| 1    | 都営大江戸線 | 六本木・大門方面   |
| 2    | 都営大江戸線 | 都庁前・光が丘方面 |

（出典：都営地下鉄:駅構内図）
- 代々木寄りに非常用の片渡り線が設けられている。環状部が当駅まで先行開業した当時は1番線のみを使用しており、電車はこの渡り線を使って折り返していた[7]。

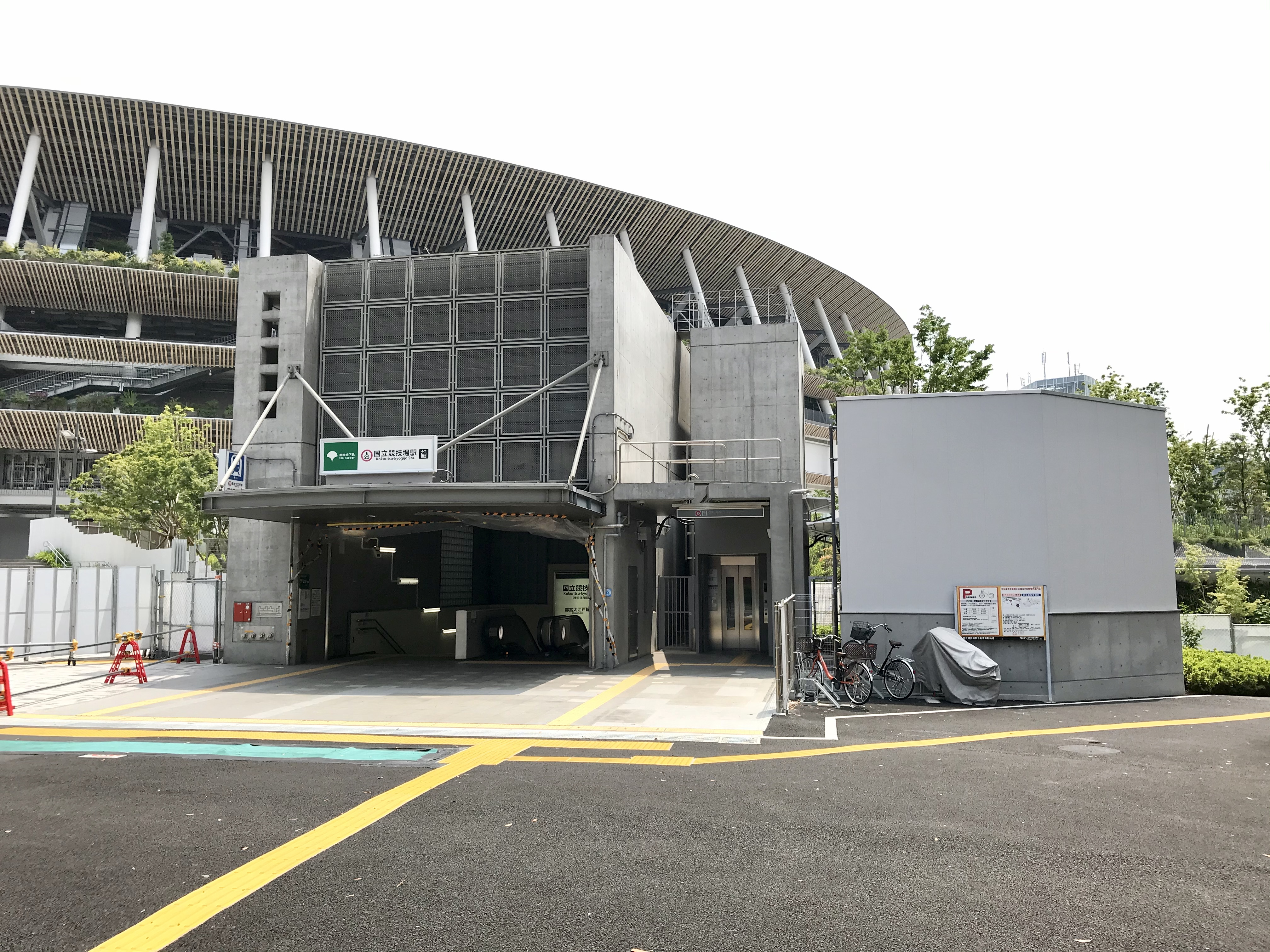
A2番出入口と国立競技場（2020年6月5日撮影）
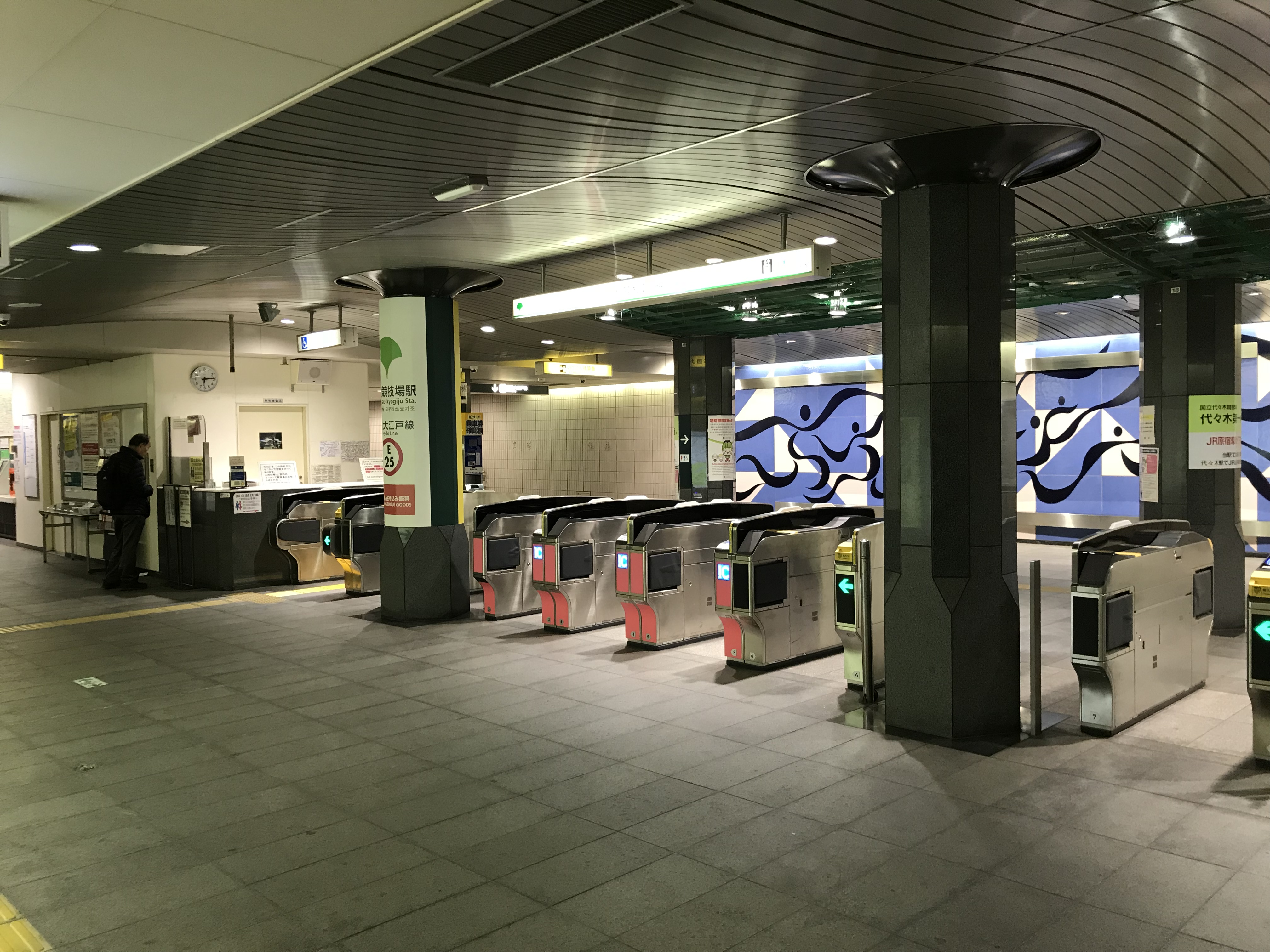
国立競技場方面改札口（2018年1月6日撮影）
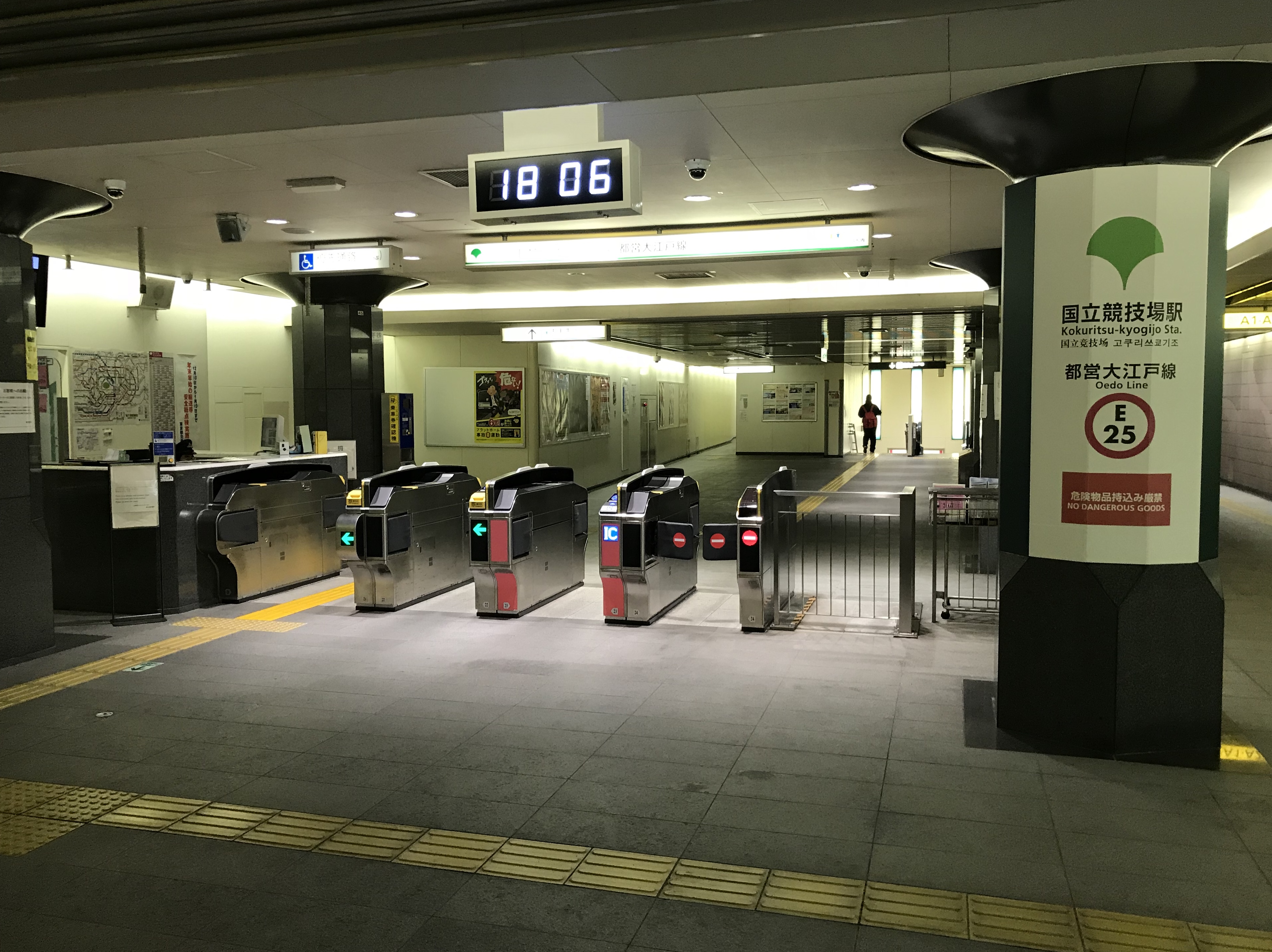
東京体育館方面改札口（2018年1月6日撮影）
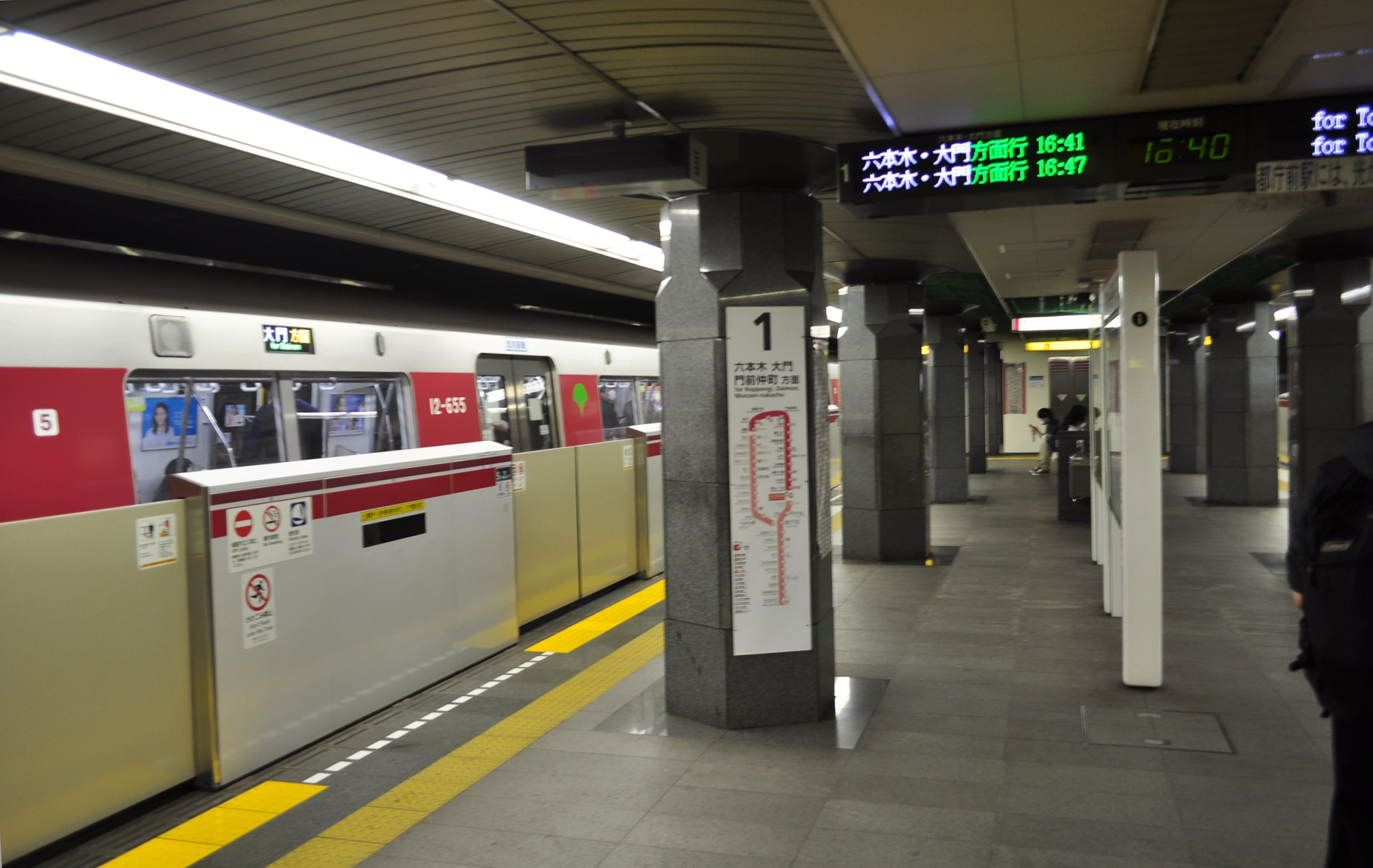
1番線ホーム（2018年4月7日撮影）
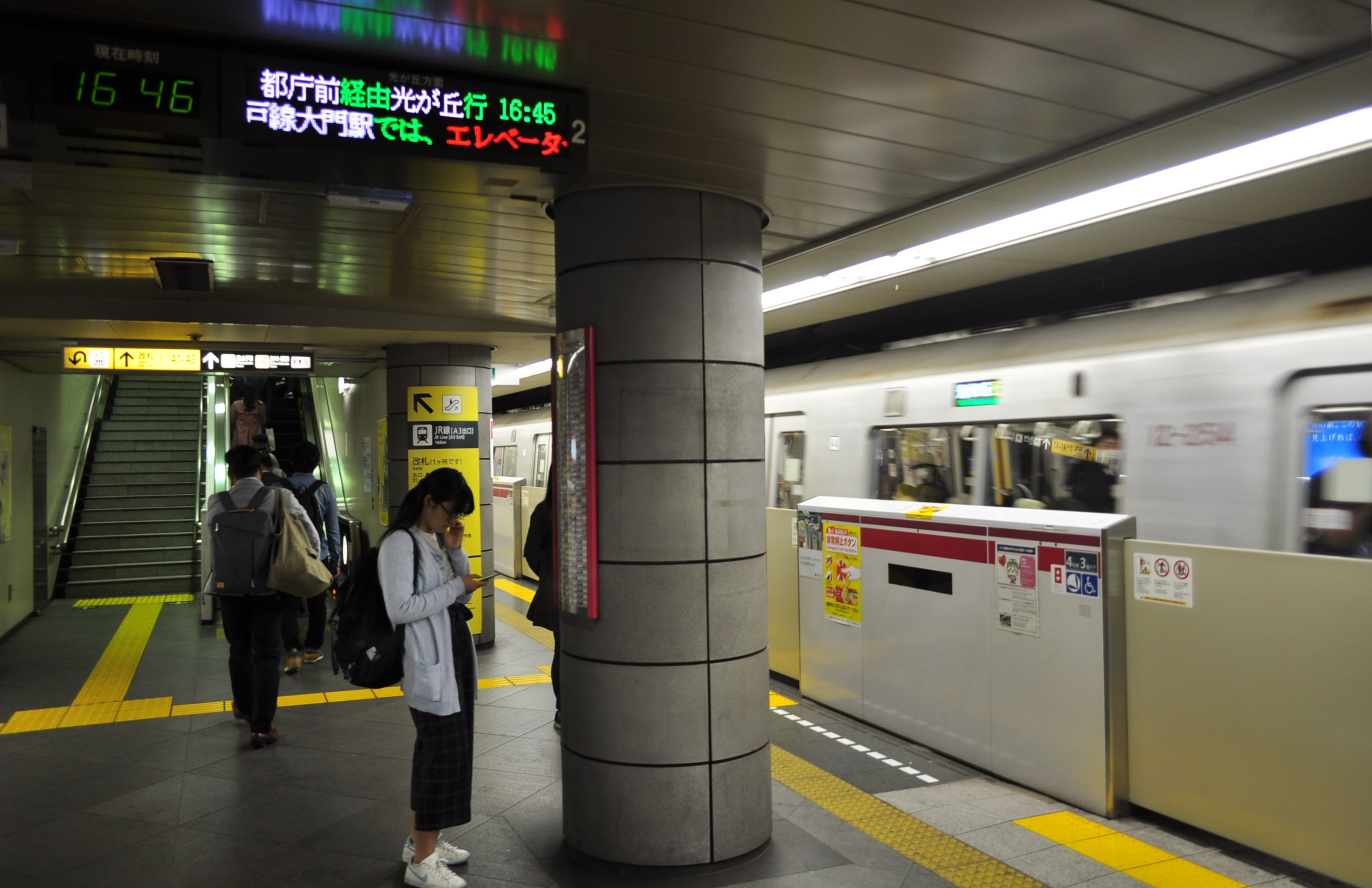
2番線ホーム（2018年4月7日撮影）

## 利用状況
2022年（令和4年）度の1日平均乗降人員は12,767人（乗車人員：6,351人、降車人員：6,416人）である。2013年度までは大江戸線の駅で2番目に少なかったが、建て替えに伴う国立霞ヶ丘競技場陸上競技場閉鎖の影響もあり、2014年度は豊島園駅を下回り、大江戸線の駅の中で最も利用客の少ない駅となった。2020年度、2021年度は東京メトロで最も利用客が少ない西ケ原駅よりも少なく東京の地下鉄で最も利用客が少ない駅となった。2022年度には乗降客数の増加に伴い、豊島園駅よりも乗降客数が多くなった。
開業以来の1日平均乗降・乗車人員の推移は下表の通りである。
| 年度               | 1日平均 乗降人員 | 1日平均 乗車人員 | 出典     |
| ------------------ | ---------------- | ---------------- | -------- |
| 2000年（平成12年） |                  | 2,514            | [ * 1 ]  |
| 2001年（平成13年） |                  | 3,814            | [ * 2 ]  |
| 2002年（平成14年） |                  | 4,419            | [ * 3 ]  |
| 2003年（平成15年） | 9,165            | 4,615            | [ * 4 ]  |
| 2004年（平成16年） | 9,206            | 4,640            | [ * 5 ]  |
| 2005年（平成17年） | 9,714            | 4,932            | [ * 6 ]  |
| 2006年（平成18年） | 9,894            | 4,978            | [ * 7 ]  |
| 2007年（平成19年） | 10,647           | 5,333            | [ * 8 ]  |
| 2008年（平成20年） | 10,439           | 5,229            | [ * 9 ]  |
| 2009年（平成21年） | 10,434           | 5,278            | [ * 10 ] |
| 2010年（平成22年） | 10,335           | 5,166            | [ * 11 ] |
| 2011年（平成23年） | 10,118           | 5,056            | [ * 12 ] |
| 2012年（平成24年） | 10,300           | 5,167            | [ * 13 ] |
| 2013年（平成25年） | 11,600           | 5,860            | [ * 14 ] |
| 2014年（平成26年） | 9,513            | 4,735            | [ * 15 ] |
| 2015年（平成27年） | 8,897            | 4,413            | [ * 16 ] |
| 2016年（平成28年） | 9,285            | 4,615            | [ * 17 ] |
| 2017年（平成29年） | 10,366           | 5,187            | [ * 18 ] |
| 2018年（平成30年） | 10,307           | 5,158            | [ * 19 ] |
| 2019年（令和元年） | 10,764           | 5,433            | [ * 20 ] |
| 2020年（令和02年） | 5,799            | 2,904            |          |
| 2021年（令和03年） | 7,274            | 3,614            |          |
| 2022年（令和04年） | 10,424           | 5,228            |          |
| 2023年（令和05年） | 12,767           | 6,351            |          |

## 駅周辺
- 千駄ケ谷駅 - A5出入口が最寄りで至近距離だが、連絡運輸扱いがないため正式な乗換駅にならない。
- 新宿御苑
- 首都高速4号新宿線 外苑出入口
- 明治神宮外苑
  - 国立競技場 - 厳密には神宮外苑施設には含まれない。
  - 日本スポーツ振興センター本部
  - 明治神宮野球場（東京メトロ銀座線外苑前駅が最寄り）
  - 秩父宮ラグビー場（東京メトロ銀座線外苑前駅が最寄り）
  - 明治神宮外苑軟式グラウンド
  - 東京体育館
  - 聖徳記念絵画館
  - スケート場（旧・屋内プール）
- 三井ガーデンホテル神宮外苑の杜プレミア
- 鳩森八幡神社
- 将棋会館
  - 日本将棋連盟 東京本部
- 東京勤労者医療会代々木病院
- 国立能楽堂
- 日本青年館
- 渋谷千駄ケ谷郵便局
- 明治公園
- 明治記念館
- セコムホームライフ 本社
- 津田塾大学 千駄ヶ谷キャンパス
- 慶應義塾大学 信濃町キャンパス・慶應義塾大学病院（A1出入口）
- 新宿区立四谷第六小学校・幼稚園

## その他
- 国立代々木競技場は、当駅ではなく原宿駅と明治神宮前駅が下車駅であるため、改札口やホーム付近に霞ヶ丘競技場との間違い防止を目的とした看板が設置されていた。

## 隣の駅
東京都交通局（都営地下鉄）
 都営大江戸線
青山一丁目駅 (E 24) - 国立競技場駅 (E 25) - 代々木駅 (E 26)